# النوبة (المخادر)

تعديل مصدري - تعديل

النوبة محلة تابعة لقرية البخاري، التابعة لعزلة الوادي بمديرية المخادر إحدى مديريات محافظة إب في الجمهورية اليمنية، بلغ تعداد سكانها 47 حسب تعداد اليمن لعام 2004.